# KHL All-Star Game 2009
Die erste Austragung des All-Star Game der Kontinentalen Hockey-Liga (russisch Матч Всех Звёзд Континентальной Хоккейной Лиги) fand am 10. Januar 2009 auf dem Roten Platz in Moskau statt. Team Jágr setzte sich mit 7:6 gegen Team Jaschin durch.

## Format
Für das erste All-Star Game der KHL wurde durch die Fans zunächst über die Art der Auswahlmannschaften abgestimmt: Am 25. November 2008 wurde bekanntgegeben, dass sich 50,13 % der Abstimmenden für ein Spiel von einheimischen gegen ausländische Spieler ausgesprochen hatten, während 49,87 % ein Spiel zwischen Auswahlmannschaften der West- und Ost-Konferenz favorisierten. Daraufhin wurde der Tscheche Jaromír Jágr vom HK Awangard Omsk als Kapitän der Ausländermannschaft nominiert. Für die russische Mannschaft wurde Alexei Jaschin von Lokomotive Jaroslawl als Kapitän ausgewählt.
Vor dem eigentlichen All-Star-Game fand die KHL All-Star Skills Competition statt, in der die Spieler in verschiedenen Kategorien gegeneinander antraten und ihre Fähigkeiten unter Beweis stellten.

## Auswahl der Teilnehmer
Jedes der beiden Teams bestand aus zwei Torhütern, sechs Verteidigern und neun Stürmern. Die sechs Spieler, welche jeweils die Startformation ihrer Teams bildeten, wurden über die Webseite der KHL von den Fans selbst ausgewählt. Die restlichen Spieler pro Team wurden von Medienvertretern und der Ligenleitung der KHL ausgewählt. Die beiden Mannschaftskapitäne durften jeweils ihre beiden Assistenzkapitäne selbst bestimmen. Jaschin wählte seinen Teamkollegen Alexei Kudaschow und Andrei Nikolischin vom HK Traktor Tscheljabinsk aus, Jágr seinen Landsmann und Teamkollegen Jakub Klepiš, sowie den Slowaken Marcel Hossa von Dinamo Riga.

### Mannschaftskader
Die Fans wählten folgende Startformationen aus:
| Team Jágr (Weltauswahl) | Team Jaschin (Russland) |
| --- | --- |
| - 15 – F Jan Marek (HK Metallurg Magnitogorsk) - 86 – F Tony Mårtensson (Ak Bars Kasan) - 28 – F Pavel Brendl (Torpedo Nischni Nowgorod) - 35 – D Kevin Dallman (Barys Astana) - 5 – D Ray Giroux (SKA Sankt Petersburg) - 31 – G Robert Esche (SKA Sankt Petersburg) | - 33 – F Maxim Suschinski (SKA Sankt Petersburg) - 25 – F Danis Saripow (Ak Bars Kasan) - 95 – F Alexei Morosow (Ak Bars Kasan) - 34 – D Witali Proschkin (Salawat Julajew Ufa) - 5 – D Ilja Nikulin (Ak Bars Kasan) - 30 – G Alexander Jerjomenko (Salawat Julajew Ufa) |

Durch Medienvertreter und die KHL-Ligenleitung wurden folgende Spieler nominiert:
| Team Jágr (Weltauswahl) | Team Jaschin (Russland) |
| --- | --- |
| - G – Ray Emery (Atlant Mytischtschi) - D – Karel Rachůnek (HK Dynamo Moskau) - D – Magnus Johansson (Atlant Mytischtschi) - D – Ben Clymer (HK Dinamo Minsk) - F – Jaromír Jágr (HK Awangard Omsk) C - F – Marcel Hossa (Dinamo Riga) A - F – Jakub Klepiš (HK Awangard Omsk) A - F – Jaroslav Kudrna (HK Metallurg Magnitogorsk) - F – Esa Pirnes (Atlant Mytischtschi) - F – Branko Radivojevič (HK Spartak Moskau) - F – Aleh Antonenka (HK MWD Balaschicha) Trainer: - Barry Smith (SKA Sankt Petersburg) - Kari Heikkilä (Lokomotive Jaroslawl) - Vladimír Vůjtek (HK Dynamo Moskau) | - G – Konstantin Barulin (HK ZSKA Moskau) - D – Alexei Schitnik (HK Dynamo Moskau) - D – Konstantin Kornejew (HK ZSKA Moskau) - D – Denis Kuljasch (HK ZSKA Moskau) ersetzt den verletzten Darius Kasparaitis - F – Alexei Jaschin (Lokomotive Jaroslawl) C - F – Alexei Kudaschow (Lokomotive Jaroslawl) A - F – Andrei Nikolischin (HK Traktor Tscheljabinsk) A - F – Alexander Radulow (Salawat Julajew Ufa) - F – Alexei Tereschtschenko (Salawat Julajew Ufa) - F – Sergei Mosjakin (Atlant Mytischtschi) - F – Oleg Saprykin (HK ZSKA Moskau) Trainer: - Sergei Michaljow (Salawat Julajew Ufa) - Wjatscheslaw Bykow (HK ZSKA Moskau) - Igor Sacharkin (HK ZSKA Moskau) |

### Spielstatistik
Das erste KHL All-Star Game fand am 10. Januar 2009 auf dem Roten Platz in Moskau bei Temperaturen um −10 °C vor 2.500 Zuschauern statt. Die Weltauswahl um Jaromir Jágr besiegte die russische Auswahl mit 7:6. Das entscheidende Tor in der letzten Spielminute erzielte der Slowake Marcel Hossa von Dinamo Riga.
|            | Team       | Torschütze (Assists)                    | Zeitpunkt  |            |
| 1. Drittel | 1. Drittel | 1. Drittel                              | 1. Drittel | 1. Drittel |
| ---------- | ---------- | --------------------------------------- | ---------- | ---------- |
| 0-1        | Jágr       | Marcel Hossa (Klepiš, Jágr)             | 07:36      |            |
| 1-1        | Jaschin    | Sergei Mosjakin (Suschinski, Proschkin) | 11:03      |            |
| 1-2        | Jágr       | Ben Clymer (Klepiš, Jágr)               | 11:31      |            |
| 1-3        | Jágr       | Jaroslav Kudrna (Marek, Pirnes)         | 14:28      |            |
| 2. Drittel |            |                                         |            |            |
| 2-3        | Jaschin    | Denis Kuljasch (Jaschin)                | 28:25      |            |
| 2-4        | Jágr       | Marcel Hossa (Pirnes)                   | 35:15      |            |
| 3-4        | Jaschin    | Sergei Mosjakin                         | 38:15      |            |
| 4-4        | Jaschin    | Oleg Saprykin                           | 39:58      |            |
| 3. Drittel |            |                                         |            |            |
| 5-4        | Jaschin    | Oleg Saprykin (Radulow)                 | 48:05      |            |
| 5-5        | Jágr       | Jan Marek                               | 49:35      |            |
| 6-5        | Jaschin    | Alexander Radulow                       | 55:31      |            |
| 6-6        | Jágr       | Pavel Brendl                            | 57:13      |            |
| 6-7        | Jágr       | Marcel Hossa                            | 59:01      |            |